# Eduard Fritze
Eduard Fritze (* 22. November 1849 in Veilsdorf; † 17. August 1926 in Würzburg) war ein deutscher Architekt, Baubeamter, Politiker und Autor in Meiningen. Er war Landtagspräsident von Sachsen-Meiningen und schuf als Architekt zahlreiche Bauten.

## Leben und Wirken

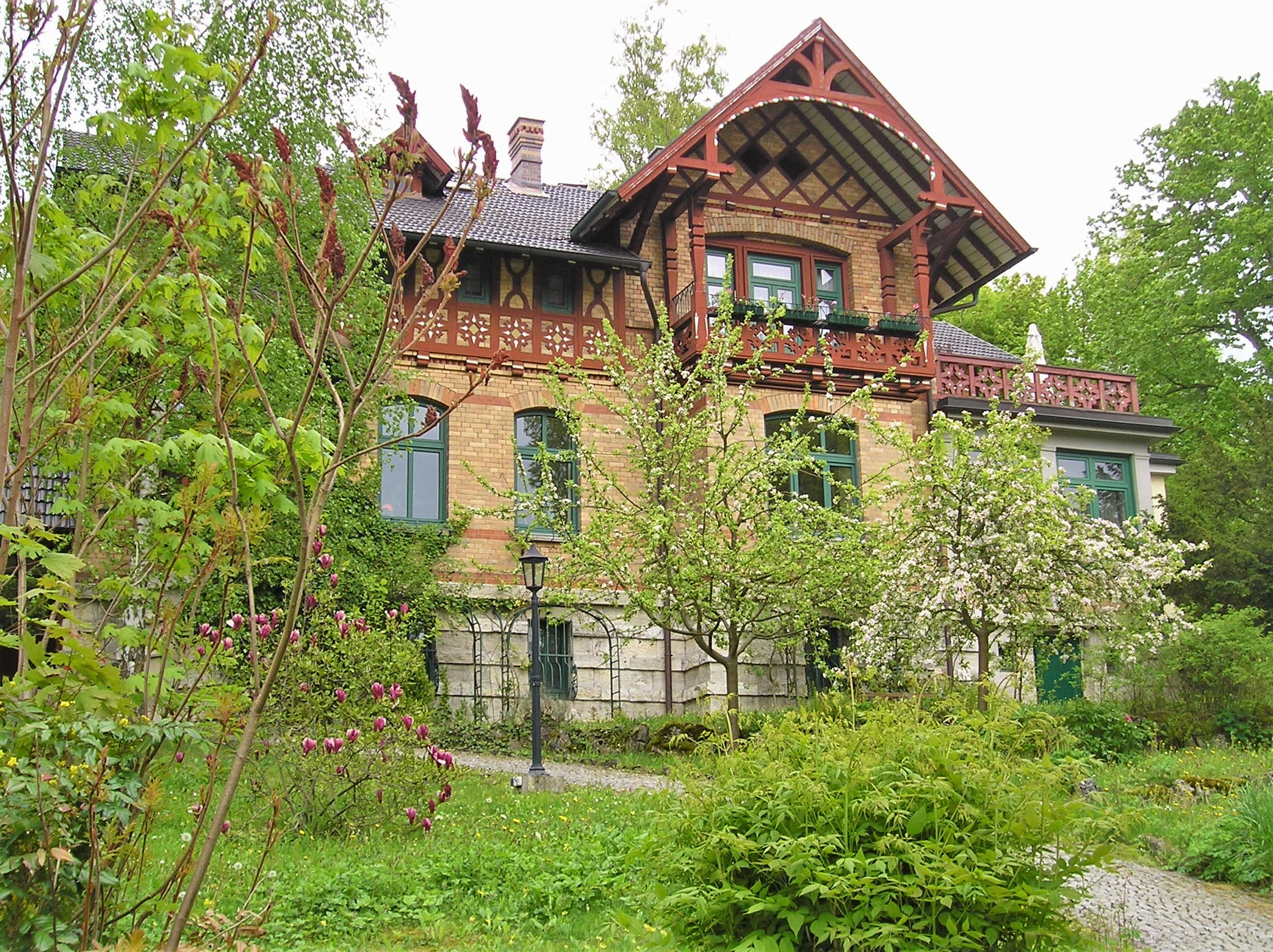
Fritzes Villa in Meiningen

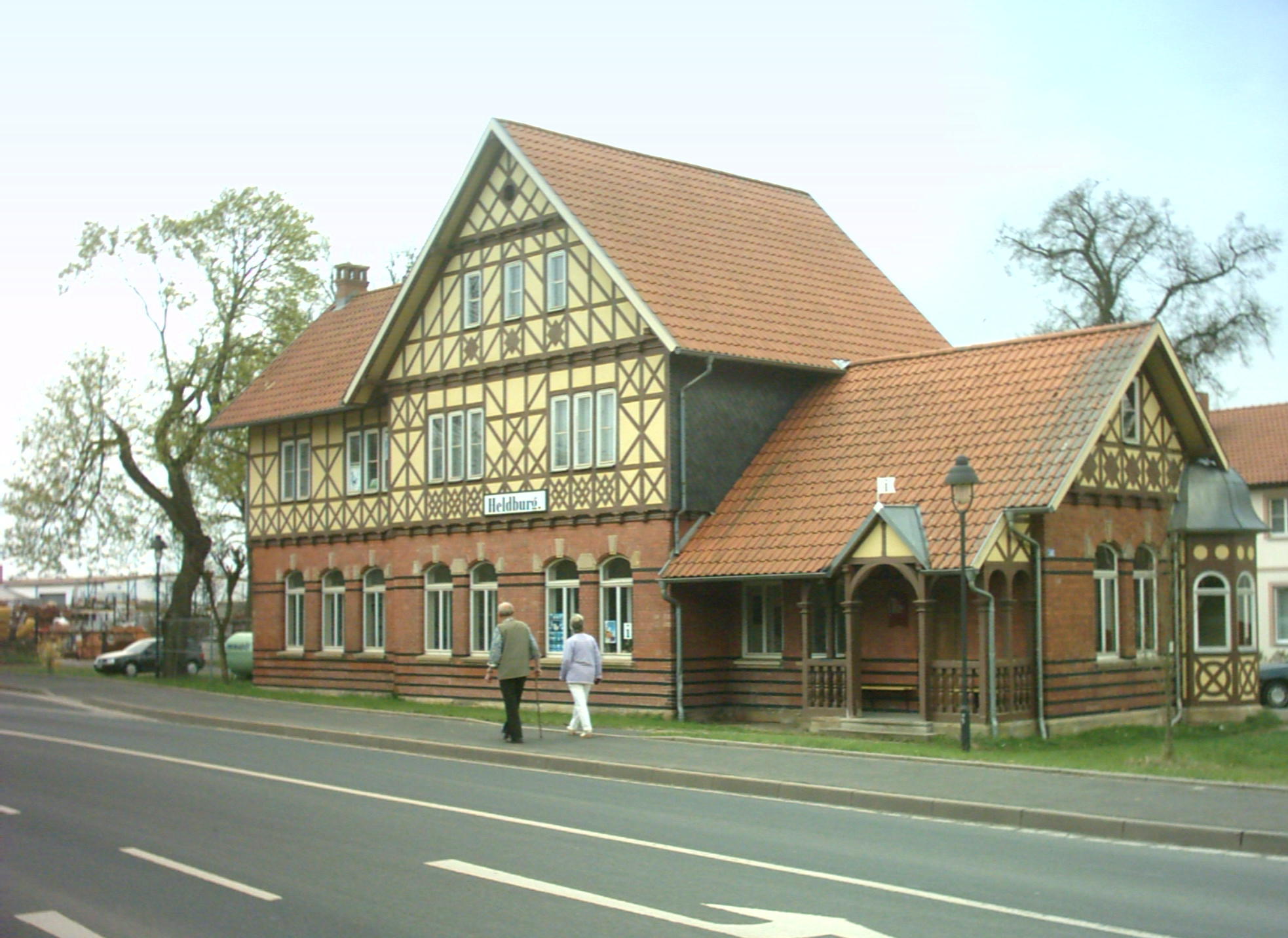
Bahnhof Heldburg

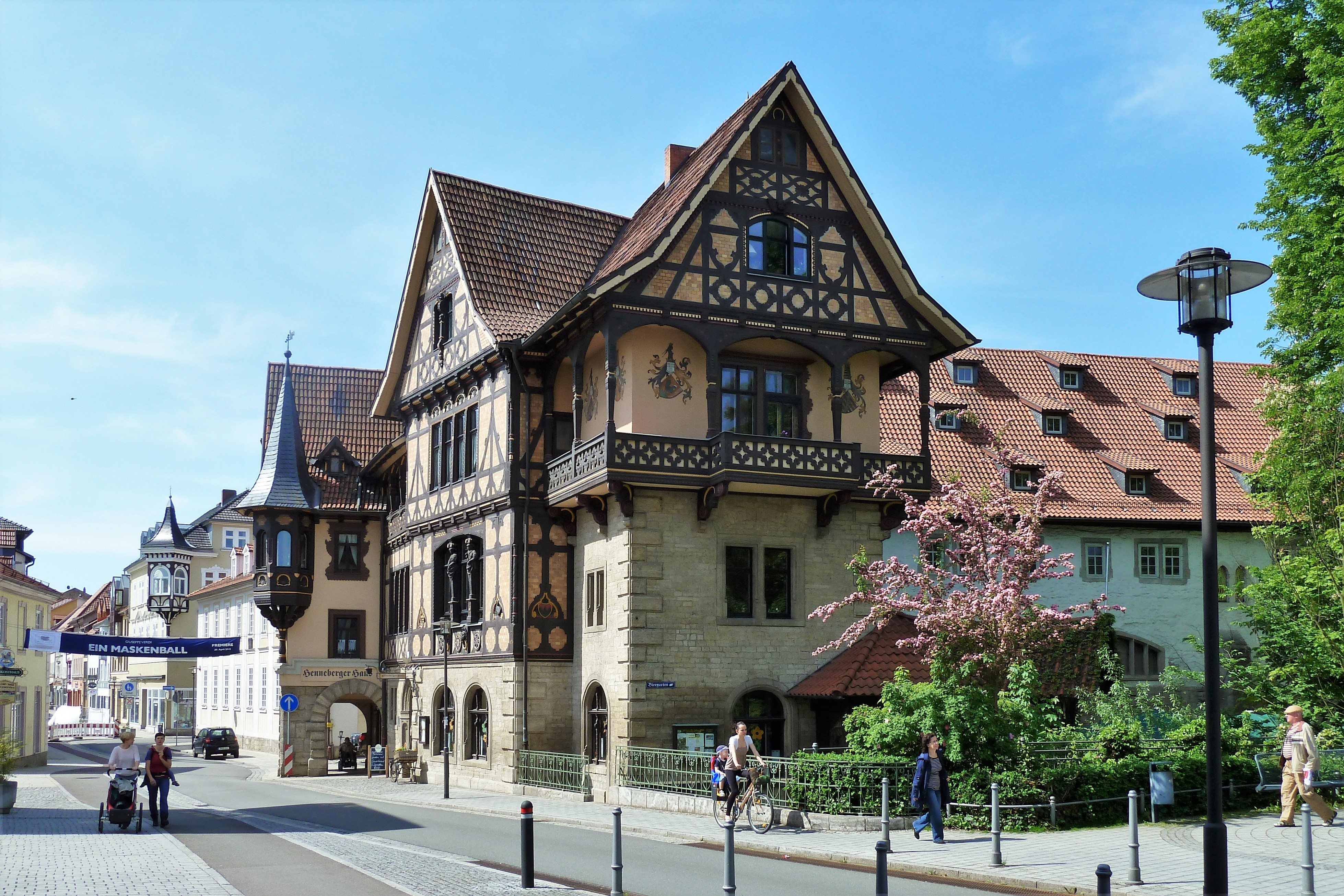
Henneberger Haus in Meiningen

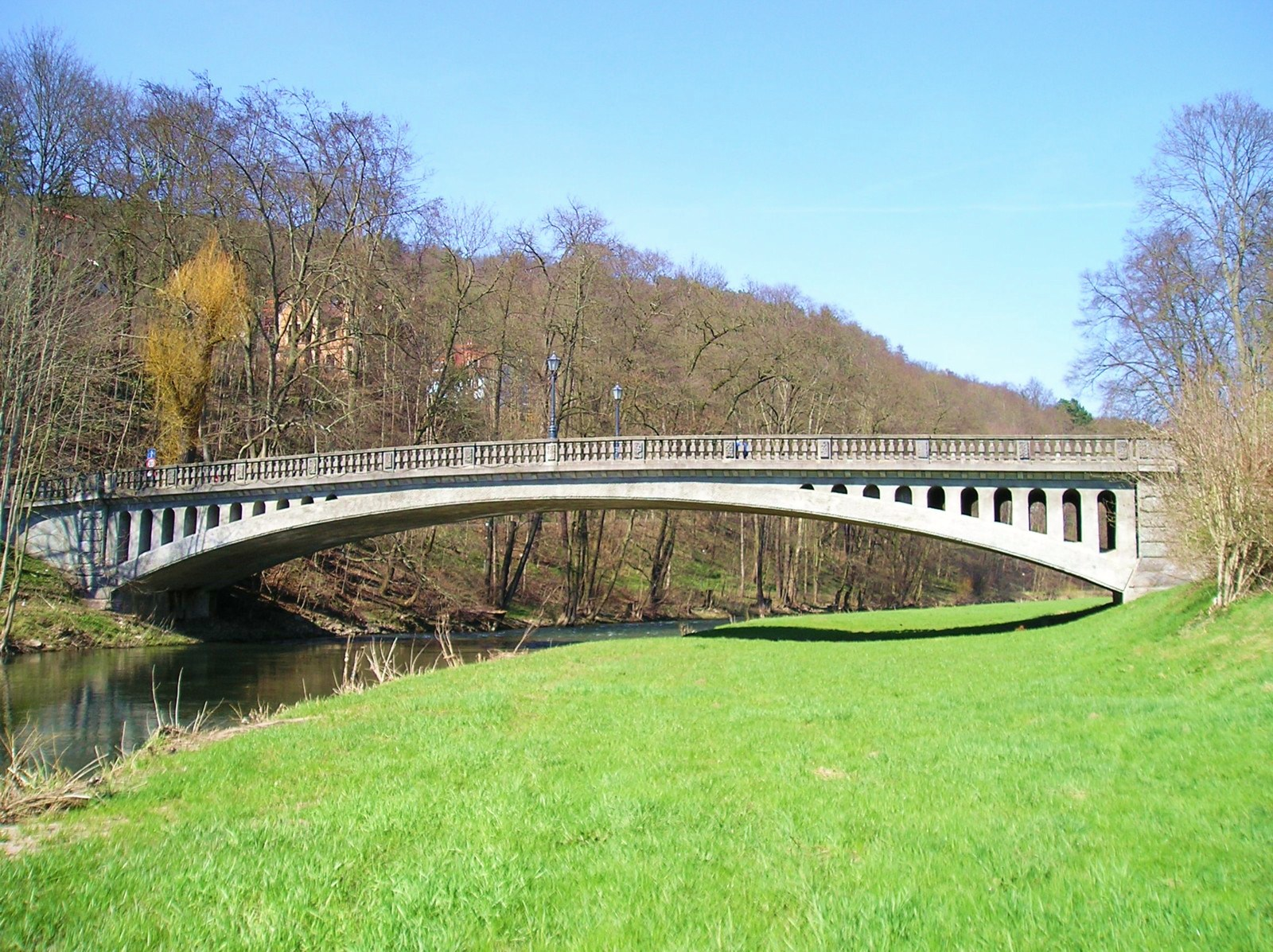
Georgsbrücke

In Veilsdorf im Herzogtum Sachsen-Meiningen geboren, bekam Fritze frühzeitig von seinem Vater, dem Pfarrer Carl August Fritze, und einigen Lehrern Privatunterricht. Nach einer Maurerlehre besuchte er von 1864 bis 1866 die Baugewerkeschule in Holzminden. 1868 wurde er Bauaufseher unter Oberbaurat Otto Hoppe in Meiningen. 1870/71 nahm er als Unteroffizier und Zugführer am Deutsch-Französischen Krieg teil, wo er das Eiserne Kreuz erhielt. Von 1873 bis 1879 studierte Fritze an der Bauakademie in Berlin und legte nacheinander die Reifeprüfung, Bauführerprüfung und Baumeisterprüfung ab.
1880 bekam Eduard Fritze die Stelle als herzoglicher Straßen- und Wasserbaumeister für die Landkreise Meiningen und Hildburghausen, ab 1889 war er für das ganze Herzogtum zuständig. 1891 wurde er Baurat im Hofbauamt Meiningen und hier 1895 zum Oberbaurat ernannt. Seit 1880 Mitglied, wählte man Fritze 1894 zum Direktor des Hennebergisch altertumsforschenden Vereins (HaV), für den er 1895 das Henneberger Haus als Domizil errichten ließ. Dem Verein stand er bis zu seinem Tod vor.
Mit dem Einzug in den Meininger Landtag 1894 begann seine politische Laufbahn. Hier wurde Fritze 1902 zweiter, 1909 erster Vizepräsident und 1915 Landtagspräsident; dieses Amt hatte er bis zur Neuwahl des Landtages 1919 inne. Bei der Reichstagswahl 1903 kandidierte er erfolglos im Reichstagswahlkreis Herzogtum Sachsen-Meiningen 1 für die Nationalliberale Partei (NLP). 1921 erhielt Eduard Fritze den Doktortitel der Philosophischen Fakultät der Universität Jena.
Im Kabinett Leutheußer I der Staatsregierung von Thüringen war er von Februar 1924 bis 15. April 1925 Staatsrat für Meiningen mit Mandat der Deutschen Volkspartei (DVP), die Nachfolgepartei der NLP.
Eduard Fritze war verheiratet und hatte zwei Söhne. Er starb am 17. August 1926 am im Alter von 76 Jahren in Würzburg.

## Ehrungen
Fritze wurde 1911 zum Ehrenbürger der Stadt Meiningen ernannt. Für seine Bauten erhielt er unter anderem das Komturkreuz und das Ritterkreuz 1. Klasse.  Ihm zu Ehren brachte 1999 die Stadt Meiningen eine Gedenktafel am Hotel „Sächsischer Hof“ an.

## Werke (Auswahl)

### Bauten
- 1888: Bahnhof Heldburg, Bahnhof Bad Liebenstein
- 1892: Friedenskirche (Bad Liebenstein), Totalumbau
- 1894–1895: Henneberger Haus in Meiningen
- 1899: Umbau Hotel Sächsischer Hof in Meiningen
- 1899: Deutsche Hypothekenbank in Meiningen
- 1899: Georgsbrücke in Meiningen
- 1905: Brunnenstock am Kapellenbrunnen in Meiningen (Stiftung)
- 1905: Schlundhaus in Meiningen
- 1911: Neue Bürgerschule (ab 1914 „Prinz-Friedrich-Schule“, ab 1991 „Schule am Pulverrasen“) in Meiningen
- Charlottenhall in Bad Salzungen
- Originalgetreue Restaurierung von zahlreichen historischen Fachwerk- und Bürgerhäusern, darunter das Büchnersches Hinterhaus

### Schriften
- Die Veste Heldburg. Fischer, Jena 1903.

als Nachdruck: Frankenschwelle, Hildburghausen 1990, ISBN 3-86180-016-0.
- Geschichtliches über Schloß Altenstein, Bad Liebenstein und Nachbarorte. Selbstverlag, 1925.

als Nachdruck: Elch-Verlag, Bad Liebenstein, ISBN 3-933566-09-6.
- Dorfbilder I und II
- Fünfzig Jahre Geschichte eines Frankendorfes (= Sonderdruck von Dorfbilder II). Verlag von Curt Kabitzsch, Würzburg 1913.
- Fränkisch-Thüringische (althennebergische) Holzbauten aus alter und neuer Zeit. Meiningen 1892.

als Nachdruck: Kirchschlager, Arnstadt 2012, ISBN 3-934277-40-3.
- Die Stadtkirche in Meiningen. Selbstverlag, Meiningen 1924.